# La dialectique peut-elle casser des briques ?
Pour plus de détails, voir Fiche technique et Distribution.
La dialectique peut-elle casser des briques ? est un film français de René Viénet sorti le 8 mars 1973.

## Principe
Le film détourne par son doublage un film chinois de Hong Kong Tangshou taiquan dao (zh) (chinois : 唐手跆拳道 ; pinyin : tángshǒu táiquán dào), de Tu Kuang-chi (屠光启, tú guāngqǐ) et mettant en vedette Chen Hung-lieh, originellement sorti en 1972 et explorant le thème de l'invasion japonaise de la Corée.

## Fiche technique
- Réalisateurs : Tu Kuang-chi, René Viénet
- Scénariste : Ni Kuang (倪匡, ní kuāng)
- Durée : 90 minutes
- Genre : Détournement, comédie (originellement arts martiaux)

- Date de sortie : 8 mars 1973
- (fr) Mention CNC[1] : interdit aux moins de 12 ans, art et essai (visa d'exploitation no 40986 délivré le 8 mars 1973)

## Distribution

### Acteurs
- Li Chai Chung
- Chan Hung Liu
- Jason Pai Piao
- Ingrid Wu

### Doublage
- Patrick Dewaere
- Roland Giraud
- Michèle Grellier
- Dominique Collignon-Maurin
- Jacques Thébault

## Analyse
La dialectique peut-elle casser des briques est un film se rattachant au mouvement situationniste initié entre autres par Guy Debord. Il s'agit du détournement du film de kung-fu chinois Tangshou taiquan dao (zh) (唐手跆拳道, 1972) dans lequel des pratiquants de taekwondo coréens s'opposent à des oppresseurs japonais. Le détournement cinématographique est une pratique visant à récupérer un film déjà réalisé et commercialisé en changeant le discours des personnages (post-doublage). Le dialogue original est remplacé par un autre dialogue, généralement à portée humoristique.
Le scénario détourné relate comment des prolétaires tentent de venir à bout de bureaucrates violents et corrompus grâce à la dialectique et à la subjectivité radicale. La violence est finalement choisie du fait de l'incapacité des bureaucrates à suivre un argument logique.
Le dialogue contient de nombreuses allusions à des révolutionnaires anticapitalistes (Marx, Bakounine, Wilhelm Reich), et évoque au passage des thèmes contemporains : conflits syndicaux, égalité des sexes, mai 68, gauche française et les situationnistes eux-mêmes.